# إذاعة الزيتونة
إذاعة الزيتونة للقرآن الكريم (بالفرنسية: Radio Zitouna FM)‏ هي أول محطة إذاعية دينية في الجمهورية التونسية. انطلقت في غرة رمضان سنة 1428 هـ، الموافق 13 سبتمبر 2007. تعود تسميتها نسبة إلى جامع الزيتونة في تونس. تبث المحطة برامجها على موجة الإف إم FM على مدى الأربع والعشرين ساعة بشكل يغطي كامل البلاد وذلك من مقرها في مدينة قرطاج، كما يمكن الاستماع لهذه الإذاعة مباشرة عبر موقعها الرسمي على الانترنت أو عبر الموجة 99.30 أو 100.70 كما عرفت إذاعة الزيتونة الدينية نجاحا كبيرا جعلها تكون في ظرف وجيز ثاني إذاعة في تونس العاصمة بعد إذاعة موزاييك أف أم الخاصة وثاني إذاعة في سوسة بعد إذاعة جوهرة أف أم الخاصة وأول إذاعة في صفاقس.

## وصلات خارجية
- موقع الإذاعة على شبكة الانترنت
- إذاعة الزيتونة  على فيسبوك.